# Zofia z Czartoryskich Zamoyska
Zofia z Czartoryskich Zamoyska (ur. 15 września 1778 w Warszawie, zm. 27 lutego 1837 we Florencji) – polska arystokratka zwana „Matką Rodu Zamoyskich”, filantropka, inicjatorka Warszawskiego Towarzystwa Dobroczynności.

## Życiorys

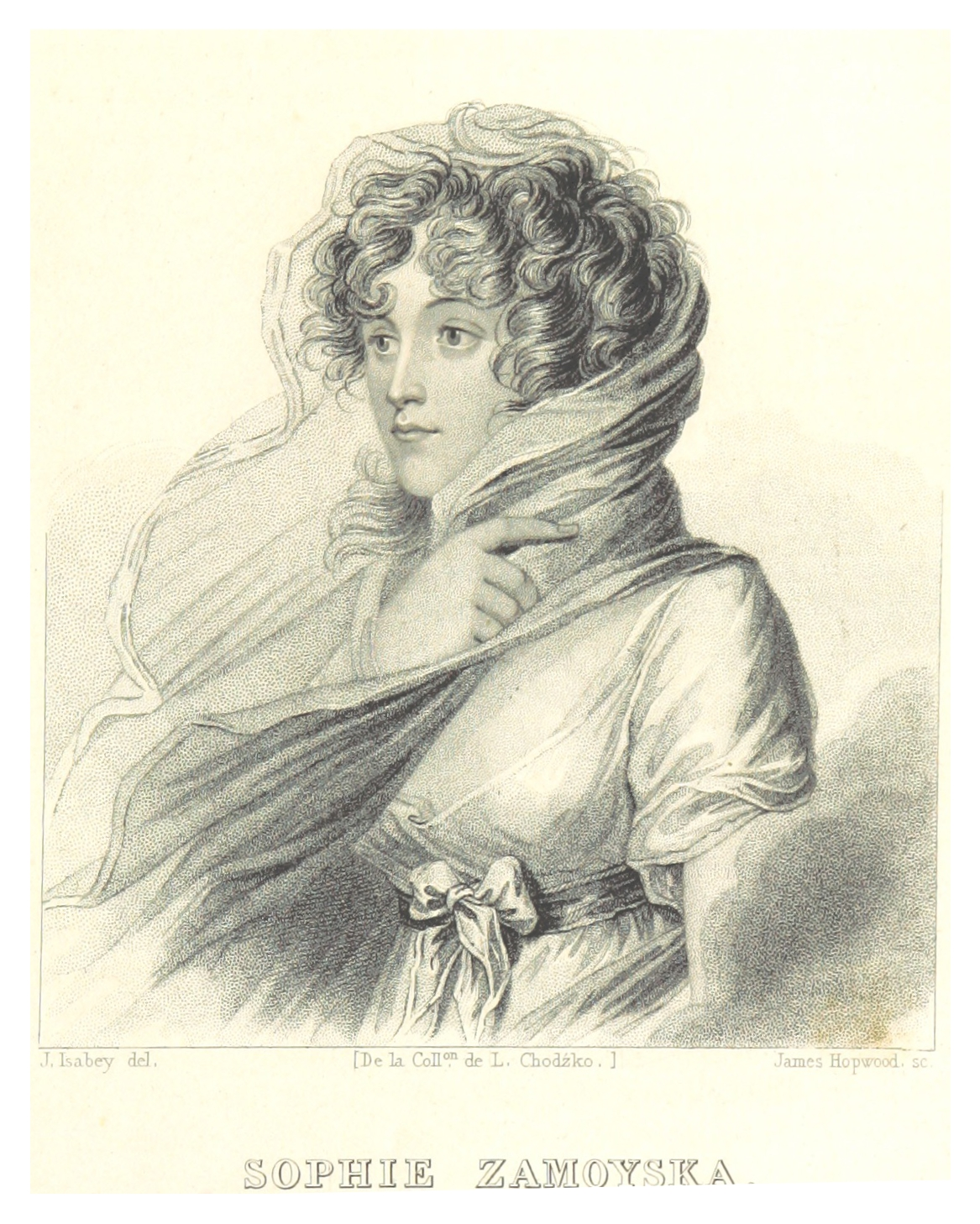
Zofia Zamoyska, 1839

Urodziła się 15 września 1778 roku w Warszawie. Była piątym dzieckiem Izabeli Czartoryskiej z domu Fleming i Adama Kazimierza Czartoryskiego, choć jej ojcem mógł być w rzeczywistości Franciszek Ksawery Branicki.
Uważana była przez współczesnych za wielką piękność. Często ją portretowano. 20 maja 1798 roku, w Puławach, wyszła za mąż za Stanisława Kostkę Zamoyskiego. Nazywana jest „Matką Rodu Zamoyskich”, ponieważ została matką dziesięciorga dzieci: Konstantego (ur. 1799), Andrzeja Artura (1800), Jana (1802), Władysława (1803), Celiny (1804), Jadwigi (1806), Zdzisława (1810), Augusta (1811), Elizy (1818) i Stanisława (1820).
Zaangażowała się w działalność charytatywną. W 1814 roku założyła Warszawskie Towarzystwo Dobroczynności, na rzecz którego jako ośmiolatek koncertował Fryderyk Chopin. Przewodniczyła także Towarzystwu Muzycznemu w Warszawie.
Napisała i wydała poradnik Rady dla córki przeznaczony dla jej córki Jadwigi, przyszłej żony Leona Sapiehy. W publikacji roztrząsała takie kwestie, jak co to znaczy być pobożną kobietą i dobrą żoną. Najnowsze wydanie książki ukazało się w 2002 roku.
Wyjechała za granicę ze względu na problemy zdrowotne. Zmarła 27 lutego 1837 roku we Florencji na skutek gruźlicy. Została pochowana w kościele Santa Croce, jej nagrobek wykonał Lorenzo Bartolini.

## Galeria

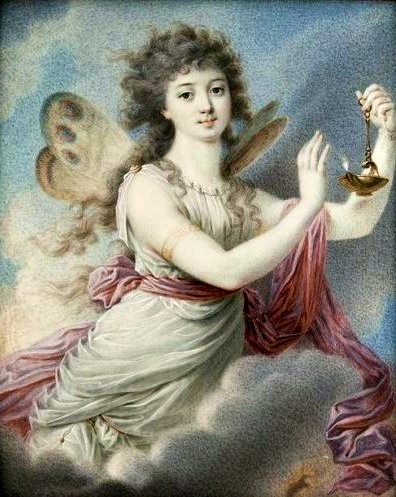
Zofia Czartoryska jako Psyche
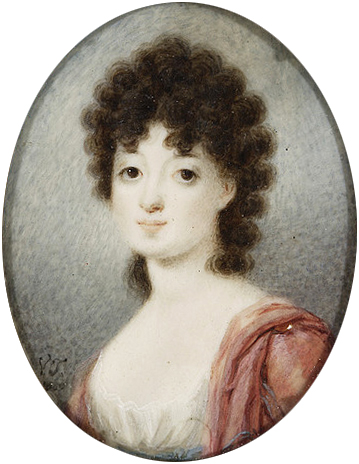
Zofia z Czartoryskich Zamoyska
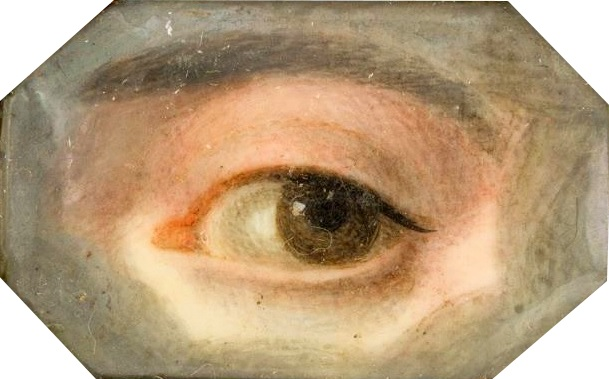
Oko Zofii z Czartoryskich Zamoyskiej
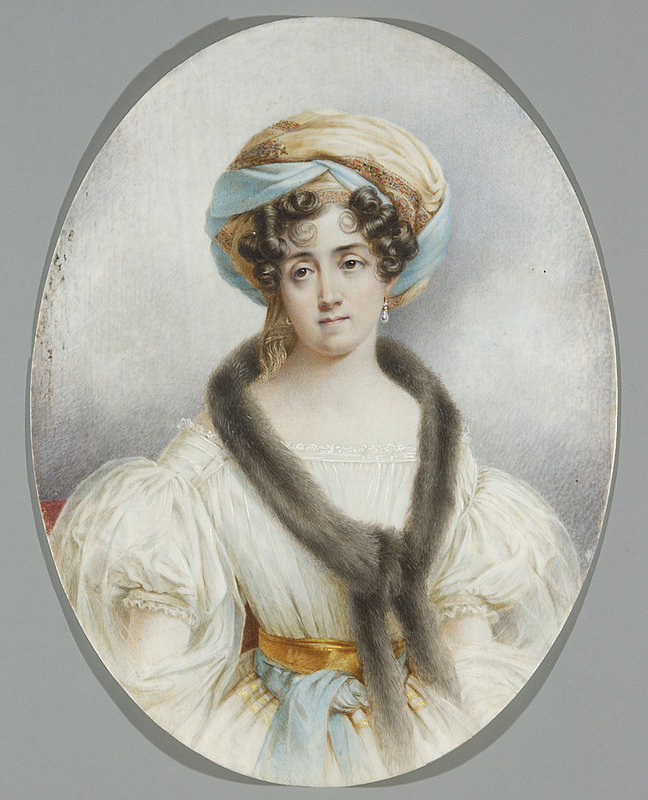
Zofia z Czartoryskich Zamoyska
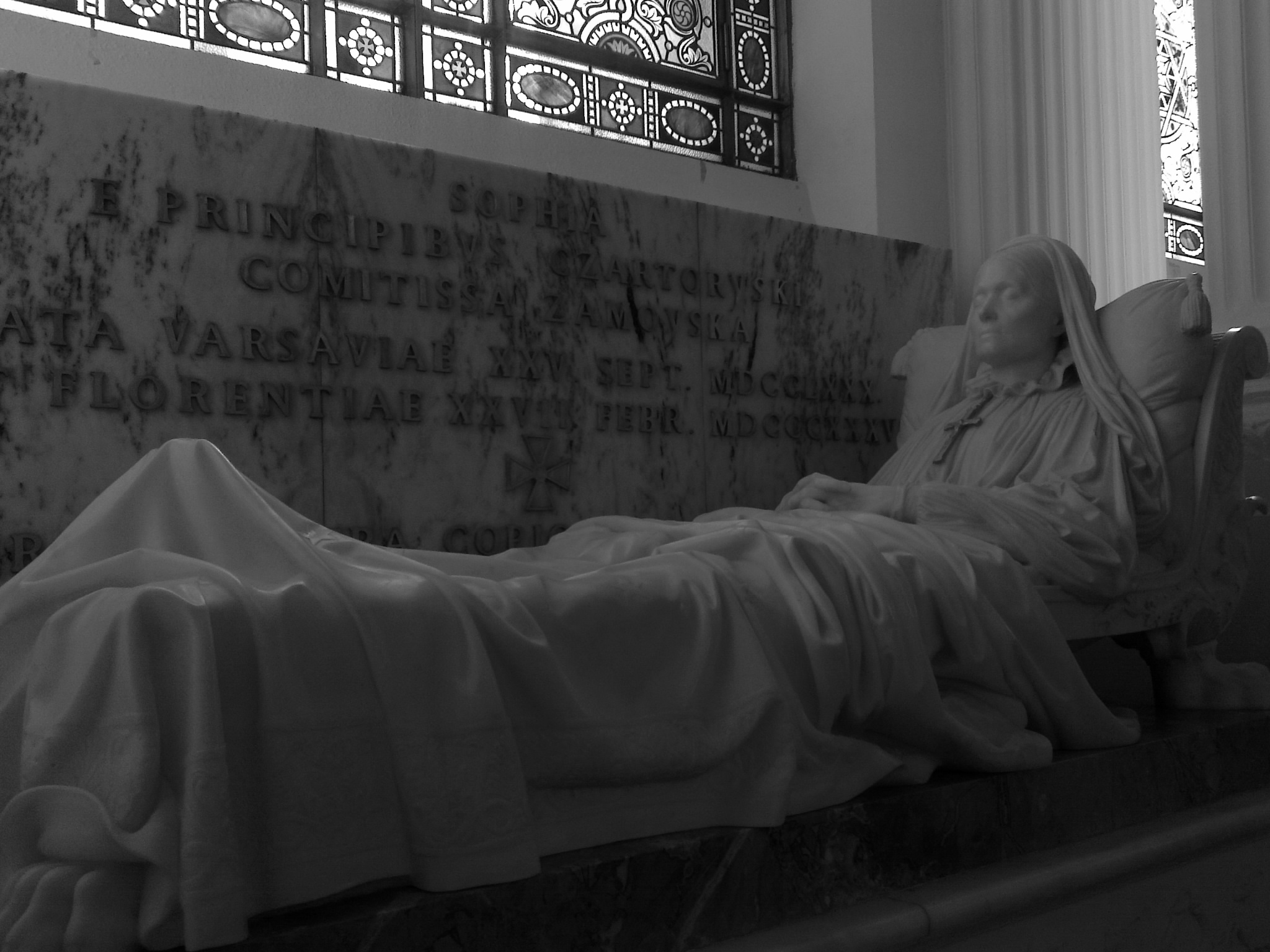
Kopia nagrobka Zofii Czartoryskiej